# Тальне (футбольний клуб)

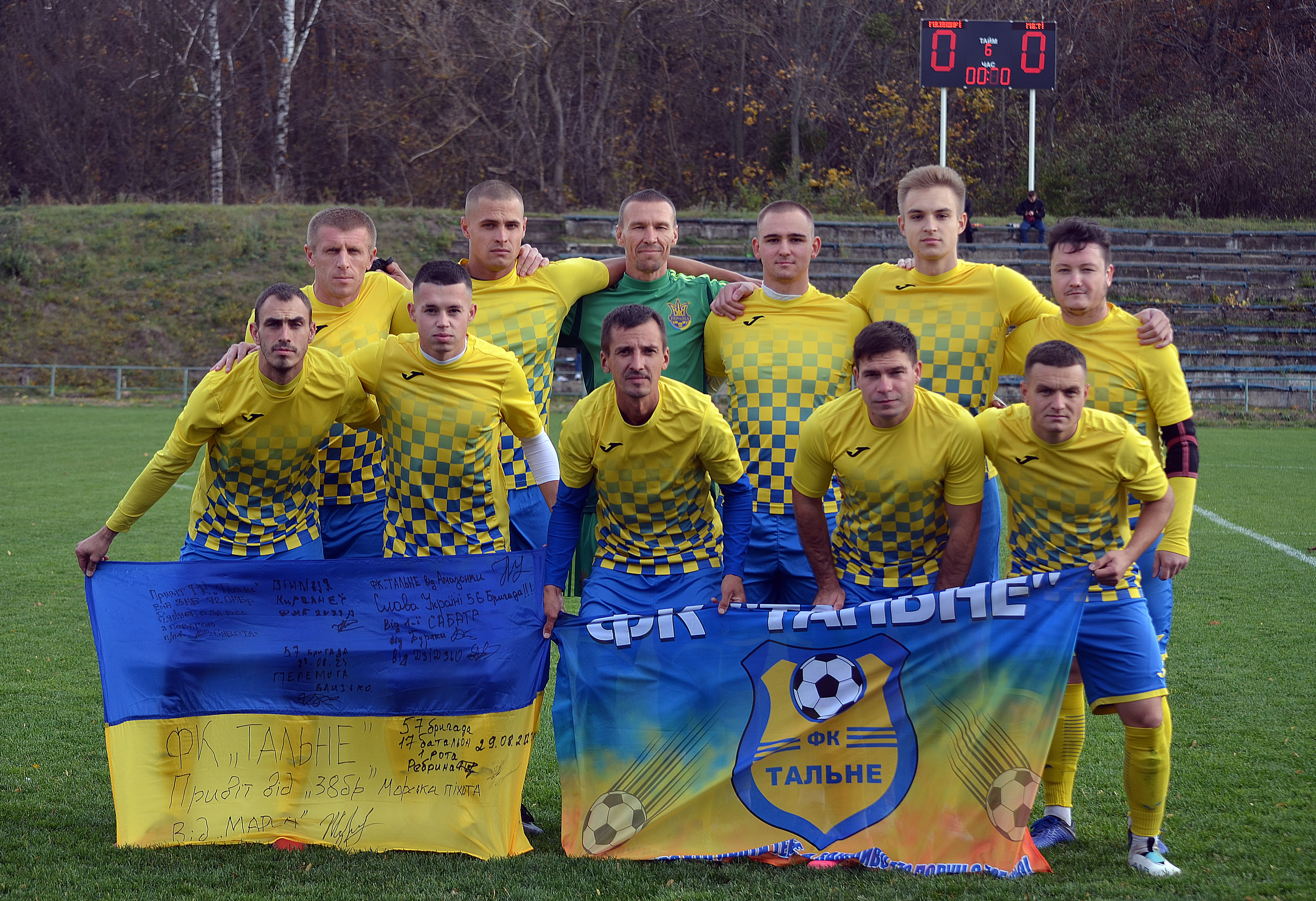
Склад ФК «Тальне» перед грою проти черкаського «Карбона», 28 жовтні 2023

Футбольний клуб «Тальне» — український аматорський футбольний клуб із Тального Черкаської області, заснований у 1950-х роках як «Будівельник». Виступає у Першості чемпіонату та Кубку Черкаської області.

## Колишні назви
- Будівельник
- КХП Будівельник
- КХП-Тальне.

## Досягнення
- Чемпіонат Черкаської області
  - Чемпіон: 1998, 1999
  - Срібний призер: 1996, 1997
- Кубок Черкаської області
  - Володар: 1997
  - Фіналіст: 1985, 1991, 1998